# Monte Berio Blanc
Monte Berio Blanc – szczyt w Masywie Mont Blanc, w grupie Monte Berio Blanc-Mont de Mirande. Leży w północnych Włoszech w regionie Dolina Aosty. Szczyt można zdobyć ze schroniska Rifugio Mario Bezzi (2284 m).
Pierwszego wejścia dokonał Alphonse Favre w 1865 r.